# Le Bignon-du-Maine
Le Bignon-du-Maine – miejscowość i gmina we Francji, w regionie Kraj Loary, w departamencie Mayenne.
Według danych na rok 1990 gminę zamieszkiwało 288 osób, a gęstość zaludnienia wynosiła 20 osób/km² (wśród 1504 gmin Kraju Loary Le Bignon-du-Maine plasuje się na 993. miejscu pod względem liczby ludności, natomiast pod względem powierzchni na miejscu 805.).